# Super Mario 64 DS
Super Mario 64 DS, TV-spel till Nintendo DS som lanserades i samband med att Nintendo DS släpptes 2004.

## Om spelet
Super Mario 64 DS är en nyutgåva av Super Mario 64 men med en hel del nya moment. Själva handlingen i spelet är densamma som i originalet med den skillnaden att Mario har fått sällskap och även 30 nya stjärnor att hitta. I spelets inledning är den gröna dinosaurien Yoshi den enda spelbara rollfiguren, men efter hand som spelet går vidare kan man låsa upp Mario, Luigi och Wario (i den ordningen).
En annan nyhet är de många minispelen som finns vid sidan om huvudäventyret. Det är nio spel per avatar och man låser upp dem genom att fånga kaniner som springer runt i prinsessans slott. I spelet finns också ett helt nytt multiplayerläge där man kan spela upp till fyra personer mot varandra.